# Přepravce

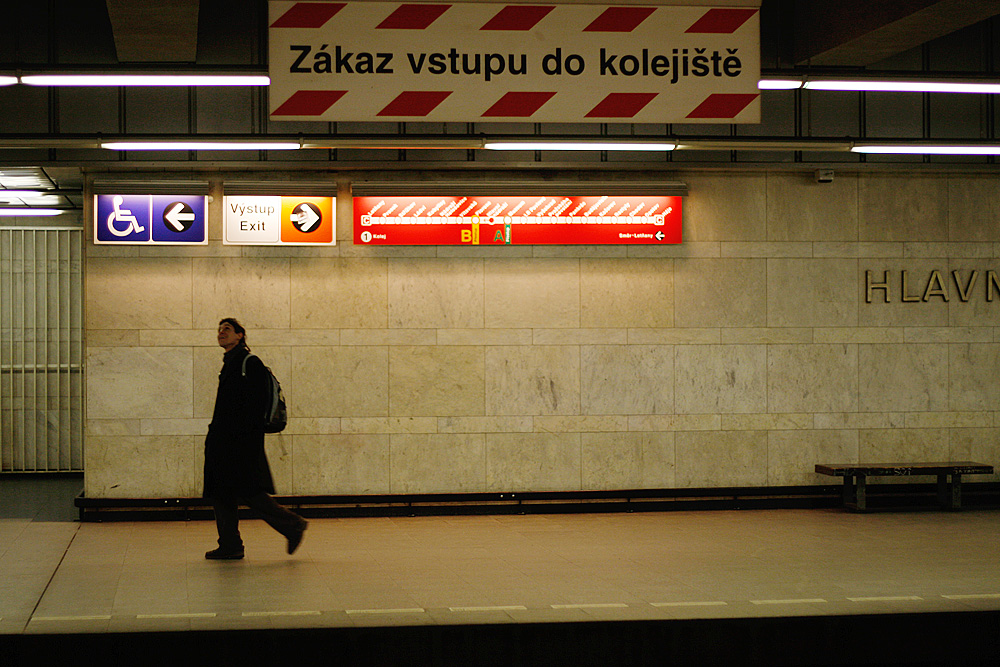
Cestující v pražském metru

Přepravce je objednavatel přepravy. Tedy v nákladní dopravě ten, kdo si nechá dopravcem za úplatu přepravovat věc či jiný náklad. V osobní dopravě se objednatel přepravy označuje jako cestující.
V České republice se právní vztah mezi dopravcem a přepravcem řídí ustanoveními občanského zákoníku (89/2012 Sb.) o smlouvě o přepravě věci (§ 2555 a násl.) Další obecně závazná pravidla stanoví speciální zákony, například zákon o dráhách či zákon o silniční dopravě. Podrobnější podmínky přepraví stanoví přepravní řády, např. silniční přepravní řád (vyhláška č. 133/1964 Sb.), přepravní řád letecké dopravy (vyhláška č. 17/1966 Sb.), přepravní řád pro veřejnou drážní dopravu (1/2000 Sb.)